# Long Thành Nam
Long Thành Nam là một xã thuộc thị xã Hòa Thành, tỉnh Tây Ninh, Việt Nam.

## Địa lý
Xã Long Thành Nam nằm tây nam thị xã Hòa Thành, có vị trí địa lý:
- Phía đông giáp xã Trường Tây
- Phía tây và nam giáp huyện Châu Thành
- Phía bắc giáp phường Long Thành Trung.

Xã Long Thành Nam có diện tích 10,76 km², dân số năm 2019 là 16.052 người, mật độ dân số đạt 1.492 người/km².

## Hành chính
Xã Long Thành Nam được chia thành 5 ấp: Bến Kéo, Giang Tân, Long Bình, Long Khương, Long Yên.

## Lịch sử
Xã Long Thành Nam được thành lập vào năm 1979 trên cơ sở điều chỉnh một phần diện tích và dân số của xã Long Thành cũ, gồm các thôn: Long Hải, Long Bình, Long Khương, Long Yên, Long Chi.
Ngày 1 tháng 2 năm 2020, thành lập thị xã Hòa Thành trên cơ sở toàn bộ diện tích và dân số của huyện Hòa Thành. Xã Long Thành Nam thuộc thị xã Hòa Thành.
Xã đang phấn đấu đạt các tiêu chí để trở thành phường.